# Йохан IV (Верле)
Йохан IV фон Верле (на немски: Johann IV zu Werle; * пр. 1350; † между 13 март и 14 декември 1374) е от 1354 до 1374 г. господар на Верле-Голдберг.
Той е син на Николаус IV фон Верле-Голдберг († 1354) и Агнес фон Линдов-Рупин (* ок. 1345), дъщеря на граф Улрих II фон Линдов-Рупин и принцеса Агнес фон Анхалт-Цербст.
На 31 октомври 1366 г. Йохан IV сключва брачен договор с херцог Албрехт II и син му, в който му е обещана четиригодишната Еуфемия, дъщерята на Хайнрих III, но умира преди заплануваната дата през 1379 г.
Така Йохан IV умира неженен и бездетен през 1374 г. Бернхард II фон Верле-Гюстров-Варен поема регентството на Верле-Голдберг.